# Louis Hesse d'Alzon
Louis Hesse d'Alzon (tiếng Thái: หลุยส์ เฮสดาร์ซัน) (sinh ngày 2 tháng 5 năm 1991) là một diễn viên, người mẫu Thái Lan lai Pháp. Anh đang là diễn viên độc quyền trên kênh Channel 7 (CH7) Thái Lan. Anh từng biết đến những vai diễn như Theo đuổi tình yêu đến tận cùng thế giới, Lửa tuyết, Trái tim chàng dũng sĩ.

## Các bộ phim đã từng tham gia

### Phim truyền hình
| Năm  | Phim                                                                                     | Vai                  | Đóng với              | Đài |
| ---- | ---------------------------------------------------------------------------------------- | -------------------- | --------------------- | --- |
| 2013 | Nak Soo Maha Gaan Nước mắt tử thần                                                       | Knight / Baron       | (khách mời)           | CH7 |
| 2014 | Lah Ruk Sut Kob Fah Theo đuổi tình yêu đến tận cùng thế giới                             | Prince Makee         | Anyarin Terathananpat | CH7 |
| 2015 | Koo Hoo Koo Hean                                                                         | Inspector Chon       | (khách mời)           | CH7 |
| 2016 | Fad Lhong Hon                                                                            | Nat                  | Apa Bhavilai          | CH7 |
| 2016 | Yeow Ratikarn                                                                            | Kongkiat             | Panichadar Sangsuwan  | CH7 |
| 2017 | Hak Lin Chang                                                                            | Thanus Niralai (Dan) | Stephany Auernig      | CH7 |
| 2017 | Paragit Ruk Series: Niew Hua Jai Sood Glai Puen Sứ mệnh tình yêu: Khoảnh khắc quyết định | Captain Chayin       | Atichanan Seesaywok   | CH7 |
| 2018 | Chat Lam Chi                                                                             | Chat Lam Chi         | Anyarin Terathananpat | CH7 |
| 2018 | Nai Keun Nao Sang Dao Yung Oun Sao ấm gió lạnh                                           | Pawat (Wat)          | Stephany Auernig      | CH7 |
| 2019 | Fai Hima Lửa tuyết                                                                       | Himalai / "Hin"      | Usamanee Vaithayanon  | CH7 |
| 2019 | Suparburoot Jorm Jon: Duang Jai Kabot Trái tim chàng dũng sĩ                             | Lieutenant Yuparach  | Apa Bhavilai          | CH7 |
| 2020 | Singh Sang Pa                                                                            | Singh                | Paparwadee Chansamorn | CH7 |
| 2021 | Talay Duerd                                                                              | Lui Daniel           | Anyarin Terathananpat | CH7 |
|      | Kwang Tarng Puen                                                                         |                      | Natthanicha Boonpong  | CH7 |

### Phim ngắn
| Năm  | Phim         | Vai          | Đài |
| ---- | ------------ | ------------ | --- |
| 2016 | ต้นน้ำของแผ่นดิน | สืบสินธุ์ เสมอมา | CH5 |

### Phim điện ảnh
| Năm  | Phim         | Vai    | Đóng với                                                       |
| ---- | ------------ | ------ | -------------------------------------------------------------- |
| 2010 | After School | Johnny | Apinya Sakuljaroensuk, Arisara Tongborisuth, Prakasit Bowsuwan |